# Rejet
Rejet - Режет (rus) és un possiólok del krai de Krasnodar, a Rússia. Es troba als vessants septentrionals del Caucas occidental, a la vora esquerra del riu Pxekha, a 31 km al sud d'Apxeronsk i a 109 km al sud-est de Krasnodar, la capital.
Pertany al municipi d'Otdalionni.